# 贵州菊头蝠
贵州菊头蝠（学名：Rhinolophus rex）为菊头蝠科菊头蝠属的动物，是中国的特有物种。分布于广西、贵州、云南、四川等地，常见于岩洞。该物种的模式产地在四川万县。